# سو گوسیک
سو گوسیک (انگلیسی: Sue Gossick؛ زادهٔ ۱۲ نوامبر ۱۹۴۷) شیرجه‌رو اهل ایالات متحده آمریکا بود.
وی در مسابقات کشوری و بین‌المللی در مجموع برندهٔ ۲ مدال طلا شده‌است.